# Sauvagesia ramosa
Sauvagesia ramosa là một loài thực vật có hoa trong họ Ochnaceae. Loài này được (Gleason) Sastre miêu tả khoa học đầu tiên năm 1970.